# Ökumenische Bewegung

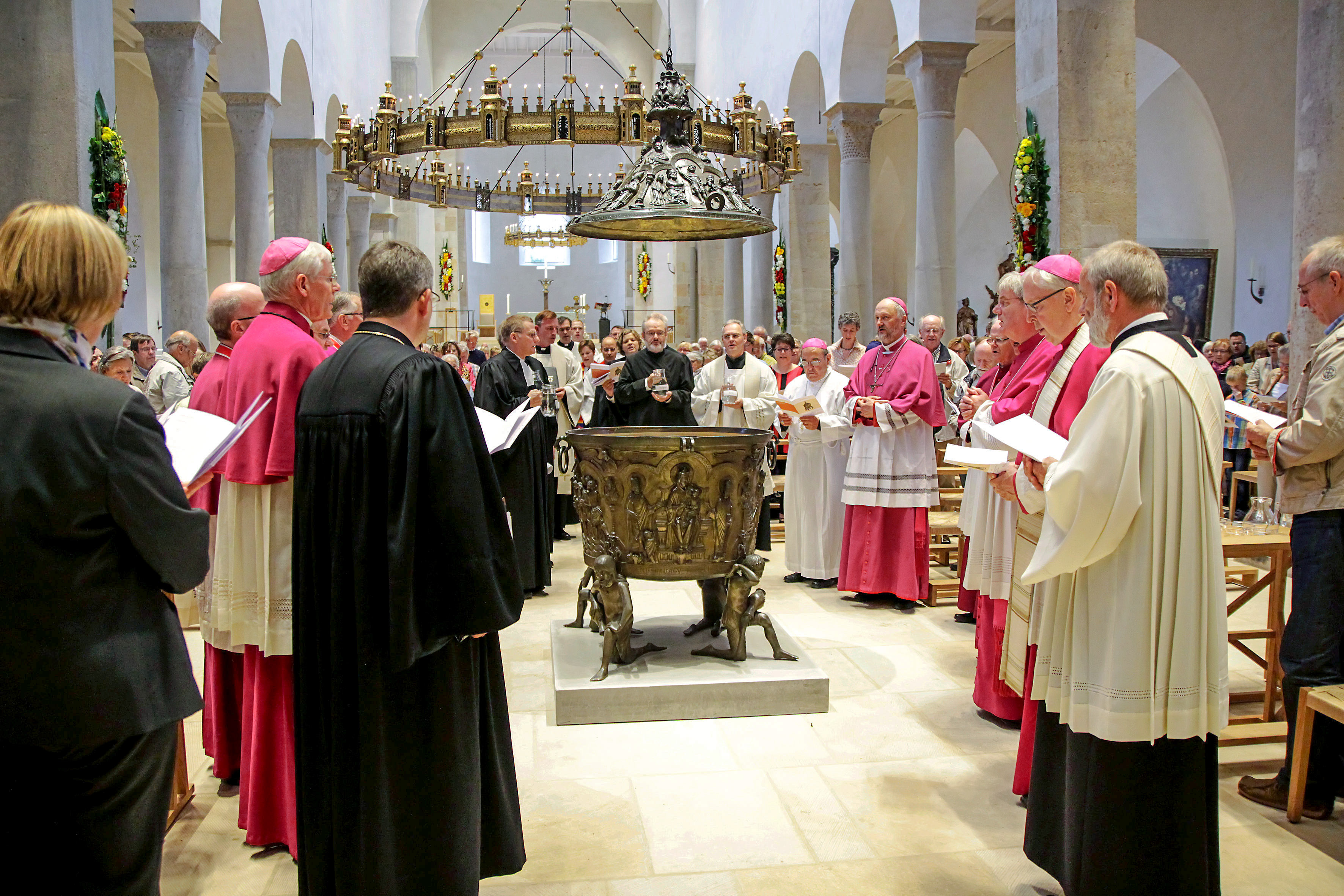
Ökumenischer Tauferinnerungsgottesdienst im Rahmen der Feiern zur Wiedereröffnung des Hildesheimer Doms, 16. August 2014

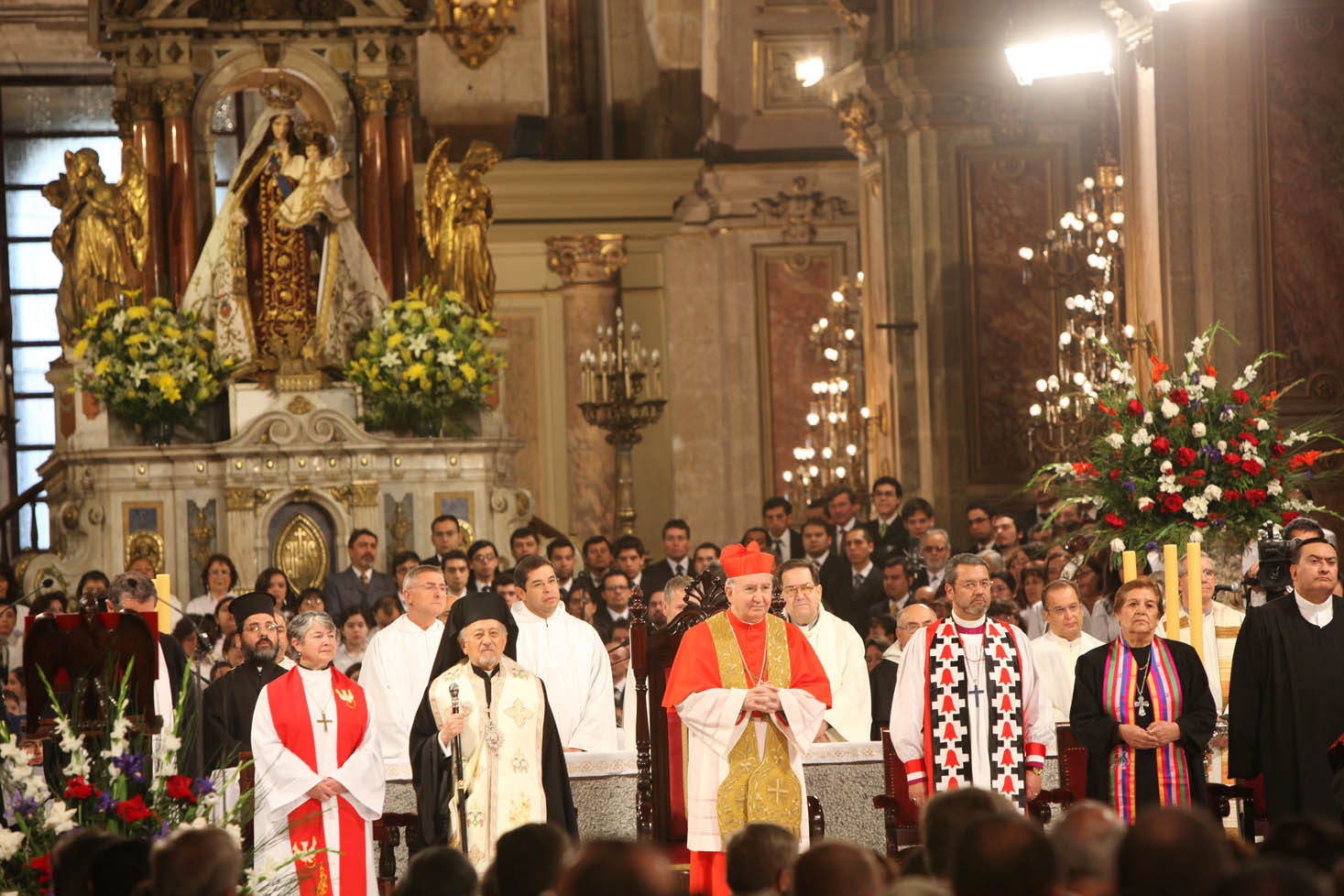
Te Deum Ecuménico in der Metropolitankathedrale von Santiago de Chile (2009). Das Te Deum in Santiago findet seit 1971 als ökumenischer Gottesdienst statt.

Die ökumenische Bewegung (von Ökumene, griechisch oikoumene, „Erdkreis, die ganze bewohnte Erde“) ist eine Bewegung im Christentum, die eine weltweite Einigung und Zusammenarbeit der verschiedenen Konfessionen anstrebt.
Die Bewegung begann nach irenischen Ansätzen schon in der Reformation. Sie fand ihre institutionelle Gestalt vor allem im Ökumenischen Rat der Kirchen sowie den lokalen Arbeitsgemeinschaften Christlicher Kirchen. Sie wird wissenschaftlich durch die Entwicklung innerhalb der ökumenischen Theologie begleitet.

## Geschichte

### Anfänge der modernen ökumenischen Bewegung
Im 19. Jahrhundert entstanden viele verschiedene christliche Organisationen wie Missions- und Bibelgesellschaften, der Christliche Verein Junger Männer und der Christliche Studentenweltbund, die bereits ein Streben nach Einheit über nationale und konfessionelle Grenzen hinweg erkennen ließen. 1874 und 1875 lud Ignaz von Döllinger zu den Bonner Unionskonferenzen ein. Die moderne Ökumene wurde Anfang des 20. Jahrhunderts insbesondere von protestantischen Kirchen initiiert. Sie wurden gleichzeitig zur treibenden Kraft in dieser Bewegung.
Als Beginn der modernen ökumenischen Bewegung wird die Weltmissionskonferenz in Edinburgh im Jahre 1910 angesehen. Drei Grundziele waren bestimmend:
- Gemeinsames Handeln in der Mission
- Einheit in der Verkündigung von Jesus Christus
- Gemeinsamer Dienst an der Welt

In den Jahren nach dem Zweiten Weltkrieg gründete der evangelische Theologe Frère Roger die Communauté de Taizé als erste ökumenische Brüdergemeinschaft der Kirchengeschichte.

### Ökumenische Bewegung in Deutschland nach 1945
Nachdem sich in der Nachkriegszeit in Deutschland das gesellschaftliche Leben wieder formierte, begann die Jugendgeneration, die in dieser Zeit aufgewachsen war, mit kritischen Fragestellungen. Die Fragen  machten auch keinen Halt vor der Rolle der Kirchen im Nationalsozialismus. Zum einen wurde von Studenten und jungen Pfarrern mangelnder Widerstand festgestellt bis hin zu bereitwilliger Unterwerfung und gar aktiver Unterstützung – etwa durch die Deutschen Christen –, zum anderen gab es positive Beispiele – die Bekennende Kirche auf evangelischer Seite –, die als Vorbild dienen konnten. Vor allem wurde jedoch die „Trennung der Konfessionen“, die fehlende Einheit als Ursache für das Versagen empfunden: Gemeinsame Erfahrungen in den Konzentrationslagern führten jedoch zu einem Umdenken.

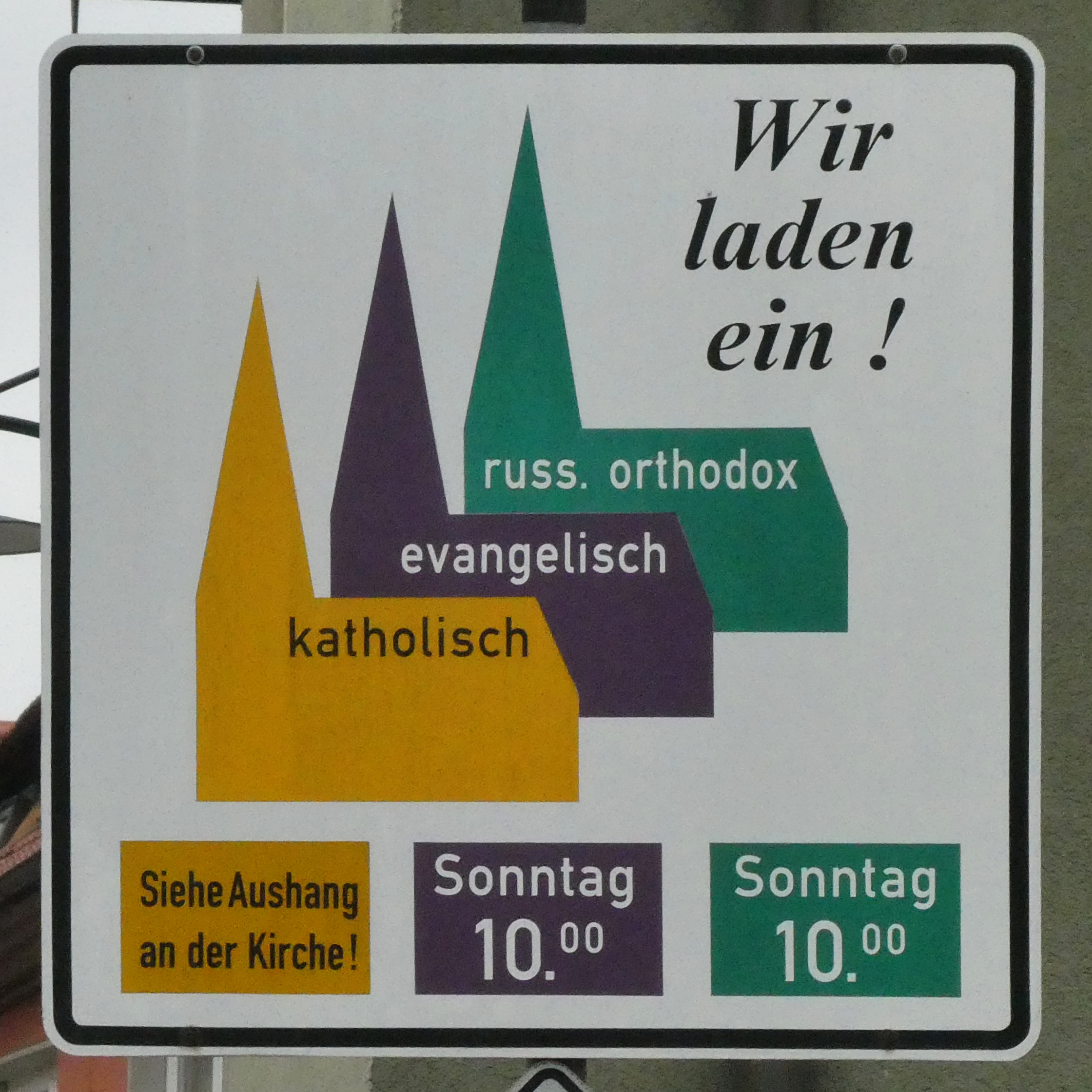
Dank der ökumenischen Bewegung sind gemeinsame Hinweisschilder der Konfessionen zu ihren Gottesdiensten vielerorts üblich geworden

Insbesondere in den konfessionellen Jugendorganisationen kam es über vielfache Initiativen zu Gemeinsamkeit, die in den 1960er Jahren schließlich auf allen Ebenen international zu einer Erneuerung in der Geschichte der Ökumene führte. Parallel entwickelte sich nach dem Wiederaufbau durch die wirtschaftliche Dynamik – vor allem in Westdeutschland mit dem „Wirtschaftswunder“ – jedoch auch eine Abkehr von alten Traditionen und eine Hinwendung zu einer „von Amerika“ inspirierten Lebensweise (American Way of Life).
1948 kam es zur Gründung der Arbeitsgemeinschaft Christlicher Kirchen in Deutschland, in der sich anfangs elf Kirchen und kirchliche Gemeinschaften zusammenfanden, um die ökumenische Zusammenarbeit und die Einheit der Kirchen zu fördern. In der Satzung geben die Mitglieder als ihre Gemeinsamkeit an: „Sie bekennen den Herrn Jesus Christus gemäß der Heiligen Schrift als Gott und Heiland und trachten darum, gemeinsam zu erfüllen, wozu sie berufen sind, zur Ehre Gottes, des Vaters, des Sohnes und des Heiligen Geistes.“ Sie wirkt nach innen durch gegenseitige Information, Beratung und Zusammenarbeit zwischen den Kirchen auf lokaler, regionaler und internationaler Ebene und fördert das theologische Gespräch mit dem Ziel der Klärung und Verständigung; nach außen vertritt sie gemeinsame Anliegen der Mitgliedskirchen in der Öffentlichkeit und bei politischen Institutionen.
Die Erfahrungen in den ökumenisch motivierten Verbindungen qualifizierten diese Generation von „Amtsbrüdern“ verschiedener Konfessionen auch zu einer ‚kollegialen‘ Auseinandersetzung mit Vertretern der Ostkirchen und ab den 1980er-Jahren zu einer Öffnung hin zum Islam.

## Die ökumenische Bewegung und ihre Institutionen heute

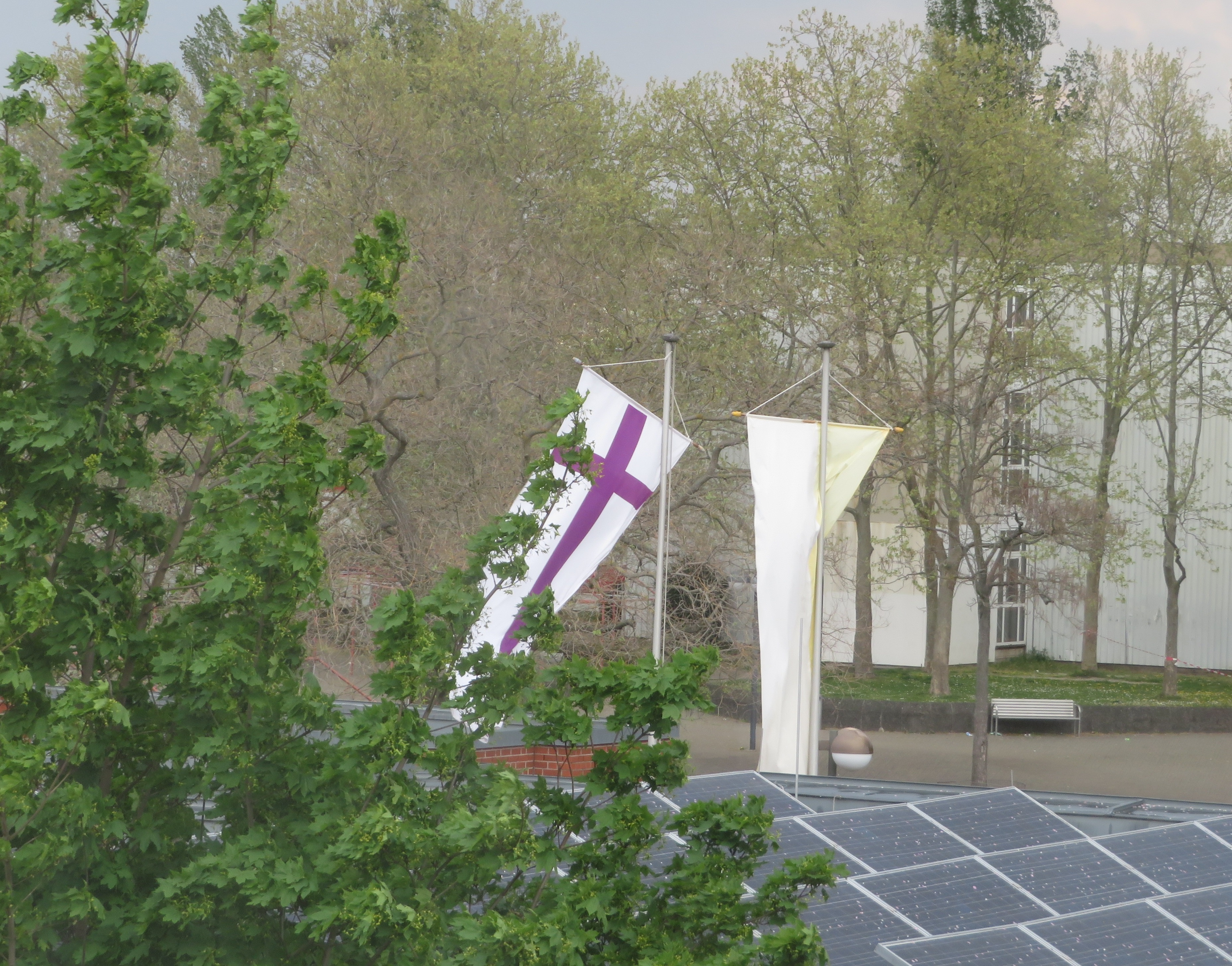
Evangelische und katholische Kirchenfahne am ökumenischen Gemeindezentrum in Frankenthal (Pfalz), Ostern 2020

Die ökumenische Bewegung hat vieles selbstverständlich werden lassen, was um die Mitte des 20. Jahrhunderts noch undenkbar war. Dazu gehören konfessionsübergreifende Gottesdienste, Bibel-, Gebets- und Gesprächskreise, Begegnungen und Gemeindefeste, auf Kirchenleitungsebene theologische Konsultationen, gemeinsame Erklärungen zu gesellschaftlichen Themen und gemeinsames diakonisches Handeln.
Die Bewegung wird heute u. a. durch den Ökumenischen Rat der Kirchen vertreten, dem die katholische Kirche aufgrund ihres Selbstverständnisses nur als Gast angehört. Der Rat wurde 1948 gegründet; ihm gehören derzeit 349 Kirchen aus mehr als 120 Ländern an. Dem Rat nicht beitreten können Kirchen, die die Trinität ablehnen (wie die Unitarier). Der Rat widmet sich den oben genannten drei Aufgaben.
Es gibt aber auch einige weitere ökumenische Bemühungen, die ebenfalls zu einer Institution gefunden haben. So ist etwa die Gemeinschaft Evangelischer Kirchen in Europa (GEKE) ein Zusammenschluss von 105 Kirchen auf der Grundlage der Leuenberger Konkordie 1973 mit gegenseitiger Kanzel- und Abendmahlsgemeinschaft. Grundlage der Konkordie ist die Einsicht, dass Bekenntnisverschiedenheit nicht notwendigerweise eine Kirchentrennung bedeuten muss. Evangelische Kirchen, die (wie Mennoniten und Baptisten) die Kindertaufe ablehnen und Personen, die lediglich als Kleinkinder getauft wurden, zur Aufnahme in ihre Gemeinden „wiedertaufen“, können dieser Gemeinschaft nicht beitreten.
Daneben wird die ökumenische Bewegung auch von zahlreichen Basisinitiativen getragen. Die weltweit größte ökumenische Basisbewegung von Frauen ist beispielsweise der Weltgebetstag der Frauen.

## Das Ziel der Bewegung

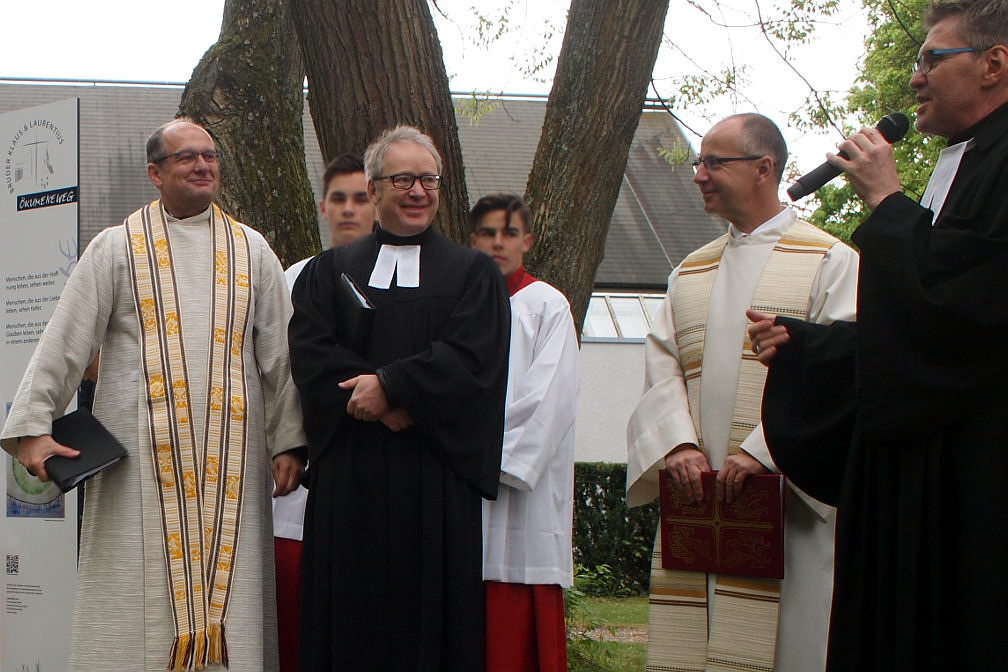
Ökumenischer Freiluft-Gottesdienst am Ostermontag in Karlsruhe

Das Ziel der ökumenischen Bewegung zu formulieren, ist selbst Teil des Prozesses. Es setzt einen gemeinsamen Kirchenbegriff voraus, der nicht einfach gegeben ist. Gewöhnlich wird als Leitbild eine organisatorische Zusammenführung der Kirchen, die gegenseitige Anerkennung ihrer rechten Lehre und die gemeinsame Feier des Herrenmahls angesehen.
Doch das ist ein umstrittenes Ziel. Auch innerhalb der ökumenischen Bewegung werden immer wieder Stimmen laut, die eine Ökumene des Konsenses ablehnen und eine Ökumene des wechselseitigen Einspruchs fordern, da jede Kirche notwendigerweise das Recht haben muss, ihre eigenen Positionen zu vertreten. Dieses Umdenken basiert einerseits auf einem protestantischen Kirchenbegriff, der kirchliche Einheit wesentlich, nicht nur vorübergehend, als eine geistliche Zielvorstellung begreift. Andererseits basiert das Umdenken auf dem römisch-katholischen Kirchenbegriff, demzufolge die eine Kirche des Glaubensbekenntnisses in der römisch-katholischen Kirche – wenn auch durch Spaltungen geschwächt und verdunkelt – fortbesteht. Deswegen erhebt der Heilige Stuhl den Anspruch, die Stimme der Kirche zu repräsentieren. Weitere Schwierigkeiten bestehen u. a. darin, dass der Papst auch Oberhaupt eines weltlichen Staates ist, was seine Amtsführung beeinflusst.